# De Lama's (televisieprogramma)
De Lama's was een Nederlands televisieprogramma van BNN dat liep van 28 juni 2004 tot en met 7 november 2008.

## Format
Het programma De Lama's was gebaseerd op het Britse Channel 4-programma Whose Line Is It Anyway?. Het programma, dat werd gepresenteerd door Patrick Lodiers, was een combinatie van bekende en minder bekende theatersportonderdelen. Het belangrijkste element was improvisatie.
Het programma bestond uit een groep van vier uitvoerders (de "Lama's"), die personages, scènes en soms liedjes ter plaatse improviseerden. De onderwerpen waren gebaseerd op voorstellen van de gast of uit het publiek. Het programma kreeg de vorm van een nep spelprogramma, waarin de presentator in sommige onderdelen min of meer willekeurig een winnaar koos. Bij de laatste onderdelen mocht de gast ook mee improviseren.
De opnames vonden plaats in het Posttheater in Arnhem.

## Prijzen
In oktober 2006 werd het programma onderscheiden met de Gouden Televizier-Ring.
BNN heeft naar aanleiding van deze Televizier-Ring een echte lama geadopteerd, Nico, wonende te Artis. Zowel in 2006 als 2007 won het programma in BNN's Hoofdprijs voor beste amusementsprogramma.
Op 28 september 2007 werd de 50e aflevering van de Lama's uitgezonden. Guus Meeuwis was als enige voor de tweede keer te gast bij deze aflevering. Samen met zijn band zorgde hij voor de muziek en deed bij bijna alle onderdelen mee.

## De Lama's
Voor het eerste seizoen van De Lama's werden diverse jonge cabaretiers en improvisatieacteurs benaderd. In het eerste seizoen speelden Ruben Nicolai, Arie Koomen en Tijl Beckand samen met Martijn Oosterhuis en Kristel Zweers. Na het eerste seizoen stopten Oosterhuis en Zweers, die enkel voornemens waren een seizoen deel te nemen. Tijdens de kerstaflevering, die volgde op het eerste seizoen, stapten Ruben van der Meer en Sara Kroos in.
In 2006 maakten zowel Kroos als Koomen bekend dat zij zouden stoppen met het programma. Door middel van de talentenjacht Lama Gezocht ging BNN op zoek naar een nieuwe Lama. Op 23 februari 2007 werd de show gewonnen door Ad-Just Bouwman. Een week eerder maakte BNN al bekend dat het team sowieso versterkt zou worden door acteur Jeroen van Koningsbrugge en cabaretier Jandino Asporaat. Het bleek echter snel dat vooral Van Koningsbrugge het team goed aanvulde. Op 8 augustus 2007 maakte BNN bekend dat Bouwman en Asporaat het team verlieten, nadat beiden slechts in één aflevering hun opwachting hadden gemaakt. Vanaf dat moment tot het einde van het programma bestond het team uit het viertal Nicolai, Beckand, Van der Meer en Van Koningsbrugge. Op 12 oktober 2007 keerde Arie Koomen voor één keer weer terug, omdat Nicolai verhinderd was. 
| Uitzendingen**           | 7 afl.  | 4 afl.  | 6 afl.  | 6 afl.  | 13 afl. | 9 afl.   | 8 afl.   | 10 afl.  | 10 afl.  | 2 afl. | 4 shows |  |  |  |  |  |  |  |
| Uitzendingen***          | 9 afl.  | 5 afl.  | 7 afl.  | 7 afl.  | 14 afl. | 11 afl.  | 8 afl.   | 11 afl.  | 13 afl.  | 2 afl. | 4 shows |  |  |  |  |  |  |  |
| Patrick Lodiers          |         |         |         |         |         |          |          |          |          |        |         |  |  |  |  |  |  |  |
| Tijl Beckand             | 70 afl. | 70 afl. | 70 afl. | 70 afl. | 70 afl. | 70 afl.  | 70 afl.  | 70 afl.  | 70 afl.  |        |         |  |  |  |  |  |  |  |
| Ruben Nicolai            | 68 afl. | 68 afl. | 68 afl. | 68 afl. | 68 afl. | 68 afl.  | 68 afl.  | 68 afl.  | 68 afl.  |        |         |  |  |  |  |  |  |  |
| Arie Koomen              | 24 afl. | 24 afl. | 24 afl. | 24 afl. | 24 afl. |          | 1 afl.   |          |          |        |         |  |  |  |  |  |  |  |
| Martijn Oosterhuis       | 5 afl.  |         |         |         |         |          |          |          |          |        |         |  |  |  |  |  |  |  |
| Kristel Zweers           | 5 afl.  |         |         |         |         |          |          |          |          |        |         |  |  |  |  |  |  |  |
| Ruben van der Meer       |         | 63 afl. | 63 afl. | 63 afl. | 63 afl. | 63 afl.  | 63 afl.  | 63 afl.  | 63 afl.  |        |         |  |  |  |  |  |  |  |
| Sara Kroos               |         | 20 afl. | 20 afl. | 20 afl. | 20 afl. |          |          |          |          |        |         |  |  |  |  |  |  |  |
| Jeroen van Koningsbrugge |         |         |         |         |         | 35 afl.* | 35 afl.* | 35 afl.* | 35 afl.* |        |         |  |  |  |  |  |  |  |
| Jandino Asporaat         |         |         |         |         |         | 1 afl.   |          |          |          |        |         |  |  |  |  |  |  |  |
| Ad-Just Bouwman          |         |         |         |         |         | 1 afl.*  |          |          |          |        |         |  |  |  |  |  |  |  |
| Filemon Wesselink        |         |         |         |         |         |          |          |          |          |        |         |  |  |  |  |  |  |  |

Groen: als presentator
Blauw: als speler
* aflevering waarin te gast niet opgenomen
** compilaties en speciale afleveringen niet opgenomen.
*** compilaties en speciale afleveringen wel opgenomen.
BIA is de afkorting van de 2017 show Lama's Back In Action, niet meegerekend in totaal aantal afleveringen.
In het aantal deelgenomen uitgezonden afleveringen van de Lama's zelf zijn de specials en compilaties niet opgenomen.

## Gasten
In (bijna) elke aflevering was er een bekende Nederlander aanwezig, deze nam deel aan een of twee onderdelen van afleveringen. In de latere seizoenen was dit bijna altijd het moordspel. Op Guus Meeuwis na, die twee keer verscheen, kwam elke gast maar één keer langs. Ad-Just Bouwman en Jeroen van Koningsbrugge kwamen voordat zij Lama's werden ook een keer langs als gast.

## Spellen
Alfabet (in 90 seconden)De Lama's spelen een scène. Om de beurt zeggen ze een zin. De eerste zin begint met een letter, door het publiek gekozen. De volgende zin moet beginnen met de volgende letter van het alfabet.
Alleen vragen (ook wel de vragenronde)Twee Lama's moeten een gesprek voeren, maar ze mogen alleen vragen aan elkaar stellen. Antwoordt iemand niet met een vraag of denkt een Lama te lang na, dan is hij af en mag een volgende Lama een poging wagen.
Allerslechtste aller tijdenDe Lama's verzinnen bijvoorbeeld de allerslechtste titel voor een boek of beelden de allerslechtste turner uit.
De bedscèneTwee Lama's liggen in bed en beelden ieder een bepaald persoon uit; deze personen hebben een bepaalde relatie met elkaar.
Beter nietIn dit spel laten de Lama's dingen zien die je beter niet kan doen of zeggen in door het publiek en door Lodiers bedachte situaties.
DatingshowDit spel wordt gespeeld met de gast, die samen met drie Lama's een van de vier 'date-kandidaten' speelt. Zij krijgen vragen van de 'vrijgezel', die aan de hand van hun antwoorden moet zien te achterhalen wie of wat zij zijn. Soms horen de date-kandidaten bij elkaar of hebben ze iets te maken met de gast van die aflevering. Ook komt het voor dat de gast de vrijgezel speelt.
DiashowEen van de Lama's is de verteller die een "diashow" laat zien. De andere Lama's moeten de dia's uitbeelden. Het licht gaat kortdurend uit en in het donker nemen de Lama's een positie in. Als het licht weer aan gaat, vertelt de verteller wat de Lama's op de 'dia' uitbeelden.
De dierenwinkelIemand moet in een dierenwinkel raden welk dier hij heeft gekocht en wat daar mis mee is door een gesprek te voeren met de eigenaar van de winkel. De winkelier en het publiek weten wel welk dier het betreft en wat ermee aan de hand is. Vaak zijn het dieren die in verband staan met de koper en een rare gewoonte, zoals "een dressuurpaard dat net zo danst als Tijl", of "een aap die z'n baas na doet".
De doventolkEen Lama interviewt een andere Lama of de gast over een onbestaande hobby. Een andere Lama vertaalt dit naar een mimeachtige parodie op gebarentaal.
De draaideurDe Lama's staan in een vierkant en krijgen per twee een situatie of personage, waarmee ze een scène moeten spelen. Als de zoemer wordt ingedrukt wordt het vierkant 90, 180 of 270 graden gedraaid en spelen de voorste twee Lama's verder. Vaak vermengen de Lama's de vier scènes en breken de achterste twee Lama's in in de scène die wordt gespeeld.
Dvd-releaseEén Lama vertelt over een nieuwe (of oude) film en de andere Lama's en soms ook de gast beelden dit uit.
Eerste zin, laatste zinTwee duo's spelen twee scènes. Het eerst duo begint met spelen, maar de presentator stopt ze met de zoemer en de zin die als laatst gezegd is wordt de zin waar het andere duo mee verdergaat. Ook zij worden gestopt met de zoemer en dan gaat het eerste duo weer verder met de zin die als laatst door het tweede duo is gezegd. Zo gaat dit door.
Gebruik meTwee Lama's spelen een scène en de andere twee Lama's spelen alle rekwisieten in de scène.
De gedachtescèneBij dit spel spelen twee Lama's een scène. De andere twee openbaren wat de twee spelers eigenlijk denken. De gedachten sturen vaak de scène en dragen de spelers op komische dingen te doen.
De gehandicaptenscèneDe Lama's worden in twee teams verdeeld. Eén speler van elk team speelt steeds in een scène. In deze scène mag een van tevoren gekozen woord of letter niet gebruikt worden. Als een Lama een fout maakt of te lang nadenkt dan wordt er gewisseld met de volgende speler van het team.
Het hoorspelEen Lama is de verteller en hij vertelt een verhaal. Een of meerdere Lama's spelen de personages. De gast maakt de geluidseffecten die bij het verhaal horen.
Ik wil graag zienDe Lama's laten leuke associaties zien bij onderwerpen die worden gegeven door het publiek, de gast of de presentator. Ze doen dit door op een rij te staan en naar voren te stappen als ze wat leuks hebben bedacht.
Interview achteruitTwee of drie Lama's houden een interview over een gegeven onderwerp, maar het interview wordt achterstevoren gehouden. Er wordt dus begonnen met de afsluiting en dan wordt er gereageerd op een actie die de andere Lama daarna uitvoert. Veelvuldig gebruiken de Lama's dit om hun tegenspelers bizarre stunts te laten doen, zoals het eten van hooi of het slopen van het decor.
JabberenTwee Lama's moeten een gegeven scène spelen, maar ze moeten onverstaanbaar praten. Twee andere Lama's die niet weten waarover het gaat, kijken toe. Daarna spelen deze twee Lama's de scène opnieuw en zij vullen de tekst in, zoals zij denken dat de originele scène bedoeld was.
De laatste minuut vanDe Lama's spelen de laatste minuut van iets na, zoals van een persoon of van een gebeurtenis.
Letter veranderenDe Lama's spelen een scène, maar ze moeten één letter constant vervangen door een andere. Als de letter toch genoemd wordt, is de volgende Lama aan de beurt.
Het moordspelBij dit spel geven de Lama's een voor een aan elkaar een moordenaar, een locatie en een moordwapen door. Hierbij mogen ze echter niet praten. De laatste Lama moet vertellen wie de moordenaar was, waar de moord gepleegd werd en waarmee.
NasynchronisatieDe Lama's spelen een scène uit een film (na). Twee Lama's spelen de scène en de andere twee Lama's voorzien die scène van geluid en tekst.
Op en af met een woordIedere Lama krijgt een woord toegewezen. Er wordt dan een scène gespeeld en wanneer het woord van een Lama wordt genoemd, dan komt hij op of gaat hij af. De Lama's mogen hun eigen woord niet zeggen.
Papier hier (ook wel de songtekstenronde)Twee Lama's spelen een scène, waarbij ze zinnen voorlezen van papieren vliegtuigjes of propjes. De zinnen zijn door het publiek op de papiertjes geschreven en komen soms uit Nederlandse liedjes. De Lama's moeten dan de zin meteen gebruiken als tekst in de scène.
De persconferentieEen Lama is in het nieuws gekomen en hij geeft een persconferentie, maar hij weet niet wat hij precies heeft gedaan. Door vragen van de journalisten, die worden gespeeld door de andere Lama's, probeert hij er achter te komen wat er aan de hand was.
RelatietherapeutEen Lama en de gast hebben een denkbeeldige relatie. Ze gaan naar de relatietherapeut om hun probleem op te lossen.
RoetsjbaanVoor aanvang van het spel worden door de presentator emoties of muziekstijlen verzameld. Twee Lama's spelen een scène en bij het geluid van de zoemer moeten ze hun spelen aanpassen aan een emotie of muziekstijl van het van tevoren vastgestelde lijstje.
Scène in 1 minuutDe Lama's moeten een historisch moment naspelen in 1 minuut. Daarna herhalen ze dat één of twee keer in een bepaalde stijl of emotie.
De scène met de zoemerTwee Lama's spelen een scène en bij het geluid van de zoemer moeten ze hun laatste zin of woord vervangen door iets anders, net zolang totdat de zoemer niet meer gaat.
Slechte slogans/campagnesDe Lama's verzinnen slechte slogans of campagnes voor bepaalde zaken (bedrijven, politieke partijen of vreemde dingen).
De specialistDrie Lama's spelen een interview met een specialist. Een Lama is de buitenlandse specialist, een andere Lama is de journalist en de laatste Lama is de tolk van de specialist.
SuperdubbingEén Lama doet de stemmen van de drie andere. Zij beelden alleen maar uit en mogen zelf niet praten.
SuperheldenEen van de Lama's zit met een huiselijke crisis en hij krijgt superhelden op bezoek die hem gaan helpen met het oplossen ervan. Telkens komt er een nieuwe Lamasuperheld bij. Deze krijgt pas op het moment van opkomen te horen welk soort superheld hij is van de laatst opgekomen Lama, bijvoorbeeld Elastiekman, of Man-met-een-enorm-ego-man. Zo gaat het door tot alle Lama's op het speelpodium zijn en het probleem is opgelost.
Verboden te lachenBij dit spel is het de bedoeling de tegenspeler aan het lachen te maken, zonder zelf in de lach te schieten. Wanneer een Lama dat wel doet of te lang wacht met wat zeggen, is een volgende Lama aan de beurt.
De verjaardagEén Lama is jarig en krijgt bezoek van de andere Lama's. Een is een bekend wereldburger, een tweede een voorwerp en de andere twee vormen een bekend duo. De jarige moet raden wie of wat de bezoekende Lama's voorstellen. Omdat er bij dit spel vijf spelers nodig zijn speelt de gast ook mee.
VoorwerpenrondeEr worden twee groepen van twee Lama's gemaakt. Elke duo krijgt een alledaags gebruiksvoorwerp. Beurtelings geeft elk team een andere gebruikswijze aan het voorwerp, waarbij het voorwerp menigmaal vernield wordt.
Wereldkampioenschap in slow motionTwee Lama's zitten in de finale van het wereldkampioenschap van een willekeurige (meestal niet-bestaande) sport. Een derde Lama geeft commentaar. De scène wordt 'in slow motion gespeeld'.
WereldvisiesongfestivalDrie Lama's nemen deel aan het 'wereldvisiesongfestival'. Ze vertegenwoordigen elk een land en krijgen een onderwerp om over te zingen. De vierde Lama presenteert en maakt het met zijn introducties nog iets moeilijker voor de 'zangers'.
Zoveel mogelijk manieren om...De Lama's verzinnen zo veel mogelijk manieren om iets te doen. Wat het is, wordt bepaald door de presentator en het publiek.

## Media

### Dvd's
| Jaar uitkomst | Naam dvd                                    | Seizoen                                                                       | Status                               |
| ------------- | ------------------------------------------- | ----------------------------------------------------------------------------- | ------------------------------------ |
| 2004          | Het beste van de lama's                     | seizoen 1                                                                     | Platina dvd (80.000 verkocht)        |
| 2005          | De lama's spugen er op los                  | seizoen 2 & 3 (helft van 4)                                                   | Platina dvd (80.000 verkocht)        |
| 2006          | Verboden te lachen                          | seizoen 5 (helft van 4)                                                       | Status: Gouden dvd (40.000 verkocht) |
| 2007          | De allerslechtste aller tijden              | seizoen 6 & 7                                                                 | Status: Gouden dvd (40.000 verkocht) |
| 2008          | Hoor ik daar een lama zingen                | hoogtepunten van 4 jaar                                                       | -                                    |
| 2008          | Superhelden                                 | seizoen 8 & 9                                                                 | -                                    |
| 2008          | So long, farewell, Auf Wiedersehen, Goodbye | Registratie van het laatste optreden van hun afscheidstournee                 | -                                    |
| 2014          | De Lama's reünie                            | Ongecensureerde extra lange TV special en 180 minuten ongezien beeldmateriaal | -                                    |

### Single
De Lama's hebben samen met The Partysquad een single gemaakt, die 'Lekker Gewoon' heet. De première was op 17 oktober 2008 op BNN, na de aflevering van De Lama's.

## Einde
Op 4 april 2008 werd op een fandag bekendgemaakt dat de Lama's gingen stoppen met hun tv-programma. Vanaf september 2008 werden de laatste 10 afleveringen via BNN uitgezonden. De laatste uitzending was op 7 november 2008, waarin de Lama's de set grotendeels afbraken. Onderdelen van de set zoals de kippen en bloemen werden meegegeven aan het publiek en verloot onder mensen die lid waren geworden van BNN tijdens de “Koop dit, word lid”-actie.

## Vervolgprogramma's en reünie
In het voorjaar van 2009 kwamen 3 van de 4 Lama's (Beckand, Nicolai en Van der Meer) terug met een nieuw programma. Dit programma heette Budget TV en werd voor het eerst uitgezonden op 20 maart 2009, maar stopte op 22 mei 2009 weer omdat het het succes van De Lama's niet wist te evenaren.
In september 2009 begon BNN met een nieuw improvisatieprogramma, De Badgasten, dat door sommigen gezien werd als opvolger van de Lama's. Vanwege lage kijkcijfers werd de serie na het eerste seizoen niet voortgezet.
Op 8 maart 2013 startte op RTL 4 De Grote Improvisatieshow, waarin ook Tijl Beckand en Ruben van der Meer meedoen. Dit programma heeft ook onderdelen van de lama's, zoals het onderdeel de allerslechtste aller tijden, maar heeft ook zijn eigen kenmerken.
In 2014 kwam er een tweedelige special met een reünie van de Lama's op TV, deze afleveringen werden gepresenteerd door Filemon Wesselink. Midden op het podium stond een bar waar de oude spelers, inclusief Patrick Lodiers, vragen kregen gesteld door Wesselink en het publiek.
Op 2 november 2015 startte BNN met een derde opvolger voor De Lama's: de improvisatieshow Alpacas onder leiding van Sophie Hilbrand. Zes vaste improvisatoren ('Alpaca's') moesten sketches per thema uitvoeren. Het publiek zelf bepaalde bij de verschillende onderdelen welke locaties, stemmingen en voorwerpen aan bod dienden te komen tijdens de opdrachten. Ondanks slechte kijkcijfers besloot BNN toch om Alpacas  een tweede seizoen te geven. Alpacas werd op dezelfde locatie opgenomen als De Lama's.
In 2021 werd bekend dat De Lama's opnieuw bij elkaar komen onder de naam TAFKAL, wat staat voor The Artists Formerly Known As Lama's. Vanaf 26 augustus 2022 is het programma te zien op Videoland.

## De Lama’s on Tour
Sinds 2005 stonden de Lama's in het theater met De Lama's on Tour. In augustus 2007 begonnen zij aan hun derde theatertournee door Nederland en België. In de maanden oktober en november van 2008 gingen De Lama's theaters langs voor hun afscheidstournee. In de eerdere tours vervingen soms andere personen (waaronder Horace Cohen) de vaste Lama's. Op 25 december 2008 zond BNN een registratie uit van de allerlaatste live voorstelling van De Lama's On Tour. Dit extra lang durende en emotionele afscheid van De Lama's was direct ook de allerlaatste uitzending van het programma.
Op 30 november 2008 werd de allerlaatste voorstelling gespeeld in Breda. Tijl kondigde het programma af door zijn vriendschap te tonen tegenover de andere Lama's middels het lied 'Bridge over Troubled Water', dat hij samen zong met Berget Lewis. Na dit lied was het echt voorbij en sprak Tijl als laatste woorden:
Lieve, lieve mensen... alles is gezegd, alles is gedaan. Het sprookje is uit. Ontzettend bedankt!